# Донал Глисон
Донал Глисон (енгл. Domhnall Gleeson; IPA:  рођен 12. маја 1983. у Даблину) ирски је глумац, режисер и сценариста.
Године 2004. појавио се уз свог оца Брендана Глисона у кратком филму Шести стрелац који је режирао Мартин Макдона. Две године након тога такође је наступио у Макдониној представи Поручник са Инишмора, која му је донела номинацију за награду Тони.
Глисон је почетком 2010-их почео да добија улоге у високобуџетним филмовима познатих режисера - током 2010. наступио је у вестерну Човек звани храброст браће Коен и дистопијској драми Не дозволи ми да одем Марка Романека. У то време привукао је и пажњу шире публике захваљујући улози Била Визлија у последња два филма из серијала Хари Потер. Године 2011. освојио је награду за најбољег интернационалног глумца на Берлинском филмском фестивалу.
Током 2012. наступио је у филмовима Судија Дред, Ана Карењина, Играч из сенке. Наредне године добио је прву значајнију главну улогу у романтичној комедији Време за љубав, а наступио је и у једној епизоди антологијске серије Црно огледало уз Хејли Атвел. Године 2014. играо је главну улогу у музичкој комедији Френк, као и споредне улоге у филмовима Непокорен и Голгота. Током 2015. наступио је у вестерну Повратник, љубавној драми Бруклин и у научнофантастичним филмовима Екс махина, Звездани ратови — епизода VII: Буђење силе, Звездани ратови — епизода VIII: Последњи џедаји и Звездани ратови — епизода IX: Успон Скајвокера.

## Филмографија
| Улоге у филмовима   |                                                 |               |                      |                                                                                       |
| Година              | Српски назив                                    | Изворни назив | Улога                | Напомена                                                                              |
| 2004.               | Шести стрелац                                   |               | благајник            | Кратки филм                                                                           |
| 2005.               | Звезде                                          |               | Брајан (глас)        | Кратки филм                                                                           |
| 2005.               | Момак једе девојку                              |               | Бернард              |                                                                                       |
| 2006.               | Снови у блату                                   |               | Трампис              |                                                                                       |
| 2009.               | Година пса                                      |               | Ентони Армстронг     |                                                                                       |
| 2009.               | Шта ће од нас остати                            |               |                      | Кратки филм; редитељ и сценариста                                                     |
| 2009.               | Перијерова награда                              |               | Клифорд              |                                                                                       |
| 2009.               | Сомот                                           |               | Махон                | Кратки филм                                                                           |
| 2010.               | Чулност                                         |               | Донал                |                                                                                       |
| 2010.               | Норин                                           |               |                      | Кратки филм; редитељ и сценариста                                                     |
| 2010.               | Не дозволи ми да одем                           |               | Родни                |                                                                                       |
| 2010.               | Кад је Харви срео Боба                          |               | Боб Гелдоф           | ТВ филм                                                                               |
| 2010.               | Човек звани храброст                            |               | Мун (дечак)          |                                                                                       |
| 2010.               | Хари Потер и Реликвије смрти: Први део          |               | Бил Визли            |                                                                                       |
| 2011.               | Хари Потер и Реликвије смрти: Други део         |               | Бил Визли            |                                                                                       |
| 2012.               | Судија Дред                                     |               | Клен Течи            |                                                                                       |
| 2012.               | Ана Карењина                                    |               | Константин Љевин     | номинација - Награда Емпајер за најбољег новајлију                                    |
| 2012.               | Играч из сенке                                  |               | Конор                | номинација - Британска независна филмска награда за најбољег глумца у споредној улози |
| 2013.               | Време за љубав                                  |               | Тим Лејк             |                                                                                       |
| 2014.               | Хари Потер и бекство из Гринготса               |               | Бил Визли            | вожња у тематском парку                                                               |
| 2014.               | Френк                                           |               | Џон                  |                                                                                       |
| 2014.               | Голгота                                         |               | Фреди Џојс           |                                                                                       |
| 2014.               | Непокорен                                       |               | Расел Ален Филипс    |                                                                                       |
| 2015.               | Екс махина                                      |               | Кејлеб               |                                                                                       |
| 2015.               | Бруклин                                         |               | Џим Фарел            | номинација - Британска независна филмска награда за најбољег глумца у споредној улози |
| 2015.               | Звездани ратови — епизода VII: Буђење силе      |               | генерал Армитаж Хакс |                                                                                       |
| 2015.               | Повратник                                       |               | Ендру Хенри          |                                                                                       |
| 2017.               | Мена                                            |               | Монти Шејфер         | пост-продукција                                                                       |
| 2017.               | Мајка!                                          |               | старији брат         |                                                                                       |
| 2017.               | Звездани ратови — епизода VIII: Последњи џедаји |               | генерал Армитаж Хакс |                                                                                       |
| 2018.               | Зец Петар                                       |               | Тома Грегор          |                                                                                       |
| 2019.               | Звездани ратови — епизода IX: Успон Скајвокера  |               | генерал Армитаж Хакс |                                                                                       |
| 2021.               | Зец Петар: Скок у авантуру                      |               | Тома Грегор          |                                                                                       |
| Улоге у ТВ серијама |                                                 |               |                      |                                                                                       |
| 2005.               | Последњи Ферлонг                                |               | Шон Фланган          | 3 епизоде                                                                             |
| 2010.               | Твоја лоша страна                               |               | различите улоге      | 6 епизода; такође сценариста                                                          |
| 2013.               | Црно огледало                                   |               | Еш                   | Епизода:                                                                              |